# Silikoza
Silikoza je pneumokonioza, profesionalna bolest pluća uzrokovana udisanjem vrlo kristalične silikatne prašine.
Od silikoze najčešće oboljevaju staklari, kamenoresci, zubotehničari, rudari, radnici u kamenolomima i djelatnici na sličnim radnim mjestima koji su tijekom godina izloženi udisanju prašine nastale zbog brušenja stakla, keramike, kamena (kremena) i sličnih materijala.
Akutna silikoza je karakterizirana plitkim dahom, vrućicom i cijanozom (plavkasta koža i sluznice), a često se zbog sličnih simptoma krivo dijagnosticira kao plućni edem (tekućina u plućima), upala pluća ili tuberkuloza. 
Silikoza je ireverzibilno stanje i za nju ne postoji lijek. Prema podatcima Svjetske zdravstvene organizacije, silikoza je najčešće profesionalno oboljenje pluća u svijetu, a pojavljuje se u svim zemljama, no najčešće u zemljama u razvoju zbog nedostatka zaštitnih sredstava i loše radne higijene.